# Ben Wettervogel
Ben Wettervogel (bürgerlich Benedikt Ludger Vogel; * 18. Dezember 1961 in Klein Reken; † 2. Februar 2015 in Berlin) war ein deutscher Diplom-Meteorologe, Hörfunk- und Fernsehmoderator sowie Redakteur beim ZDF.

## Leben und Karriere
Nach dem Abitur 1981 studierte Vogel ab 1982 Meteorologie in München und arbeitete von 1992 bis 2003 bei dem Wetterdienstleister MMC Meteo Media Consult. Ab 1990 moderierte er Wettervorhersagen auf Antenne 1, Antenne Thüringen und bei Radio NRW. Von 1998 bis 2005 war er bei SWR3 tätig und wurde dort als „Wettervogel“ angekündigt, woraufhin sich bald auch der Künstlername Ben Wettervogel durchsetzte. Nach einiger Zeit ließ er sich diesen Namen in seinen Personalausweis eintragen.
Von Januar 2005 bis Oktober 2014 gehörte er als Redakteur der Wetterredaktion des ZDF-Morgenmagazins an. Am 8. August 2014 moderierte er zum letzten Mal den Wetterbericht im Morgenmagazin, anschließend wurde er vom ZDF von der Arbeit freigestellt, sein zum 31. Oktober 2014 ausgelaufener Vertrag wurde vom Sender aus „persönlichen Gründen“ nicht verlängert. Im Sommer 2014 hatte Wettervogel eine Entziehungskur wegen seiner Alkoholabhängigkeit gemacht, die jedoch nicht zum Erfolg führte.
Er wurde am 2. Februar 2015 nach einem Suizid in seiner Wohnung in Berlin-Friedrichshain aufgefunden.

## Veröffentlichungen
- mit Renate Molitor: Können Wetterfrösche irren? 120 populäre Irrtümer über das Wetter. Kosmos, Stuttgart 2007, ISBN 978-3-440-10741-6 und 2009 ISBN 978-3-451-05882-0.
- mit Renate Molitor u. Berit Bogs: Blauer Planet: Erde im Wandel, Franckh-Kosmos-Verlag, Stuttgart 2009, ISBN 978-3-440-11751-4.